# Мурти, Судха
Судха Мурти (в девичестве Кулкарни; род. 19 августа 1950 года) — индийский педагог, писательница и филантроп, являющаяся главой фонда Infosys Foundation. Замужем за соучредителем Infosys, Нараяной Мурти. Мурти была награждена правительством Индии в 2006 году наградой Падма Шри, четвёртой высшей гражданской наградой в Индии, за социальную работу.
Судха Мурти начала свою профессиональную карьеру в области информатики и техники. Она является главой Фонда Infosys и членом инициатив Фонда Гейтсов по здравоохранению. Основала несколько детских домов, участвовала в проектах по развитию сельских районов, поддерживала движение, направленное на обеспечение всех государственных школ штата Карнатака компьютерами и библиотеками, а также основала Классическую библиотеку Индии Мурти в Гарвардском университете.
Наиболее известна филантропией и вкладом в литературу на каннадском и английском языках. Доллар Баху (дословно. " Долларовая невестка "), роман, первоначально написанный на языке каннада, а позже переведенный на английский как « Доллар Баха» был адаптирован как телевизионный драматический сериал на Zee TV в 2001 году. Руна (переводится как « Долг»), рассказ Судхи Мурти был адаптирован для фильма на маратхи, Pitruroon режиссёром Нитишем Бхардваджем. Судха Мурти также снималась в фильме, а также в фильме на каннаде «Партана»..
Теща премьер-министра Великобритании Риши Сунака.

## Молодость и образование
Судха Мурти родилась в каннадийской семье Дешастха Мадхва Брахман 19 августа 1950 года в Шиггаоне (ныне штат Карнатака) у хирурга Р. Х. Кулькарни и его жены, школьной учительницы Вималы Кулкарни. Её воспитывали родители и бабушка с дедушкой по материнской линии. Детские воспоминания сформировали основу для её первой заметной работы под названием «Как я учила бабушку читать и другие истории». Мурти получила степень бакалавра английского языка, а затем степень магистра технических наук в информатике от Индийского института науки.

## Карьера
Судха Мурти стала первой женщиной-инженером, которую взял на работу крупнейший в Индии автопроизводитель TATA Engineering and Locomotive Company (TELCO). Она присоединилась к компании как инженер-разработчик в Пуне, а затем работала в Мумбаи и Джамшедпуре. Она написала открытку главе компании, в которой жаловалась на гендерную пристрастность «только для мужчин» в TELCO. В результате ей устроили специальное собеседование и немедленно приняли на работу. Позже она присоединилась к Walchand Group of Industries в Пуне как старший системный аналитик.
В 1996 году она основала Infosys Foundation и на сегодняшний день является куратором Infosys Foundation и приглашенным профессором в PG Center Бангалорского университета. Она также преподавала в университете Христа.
Судха Мурти написала и опубликовала ряд книг, среди которых романы, документальная литература, путешествия, технические книги и мемуары. Её книги переведены на все основные индийские языки. Она также колумнист английских и каннадских газет.

## Филантропия

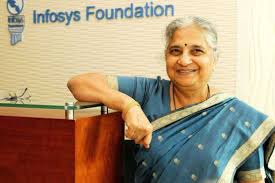
Судха Мурти в фонде Infosys

Infosys Foundation — общественный благотворительный фонд, основанный ею в 1996 году

## Личная жизнь
Судха Мурти вышла замуж за Нараяну Мурти работая инженером в TELCO в Пуне. У пары двое детей, в том числе модельер Акшата Мурти, замужем за нынешним премьер-министром Великобритании Риши Сунаком 
Среди её братьев и сестер — астрофизик Калифорнийского технологического института Шринивас Кулкарни и Джайшри Дешпанде (жена Гурураджа Дешпанде), которые были соучредителями Центра технологических инноваций Дешпанде в Массачусетском технологическом институте.

## Награды

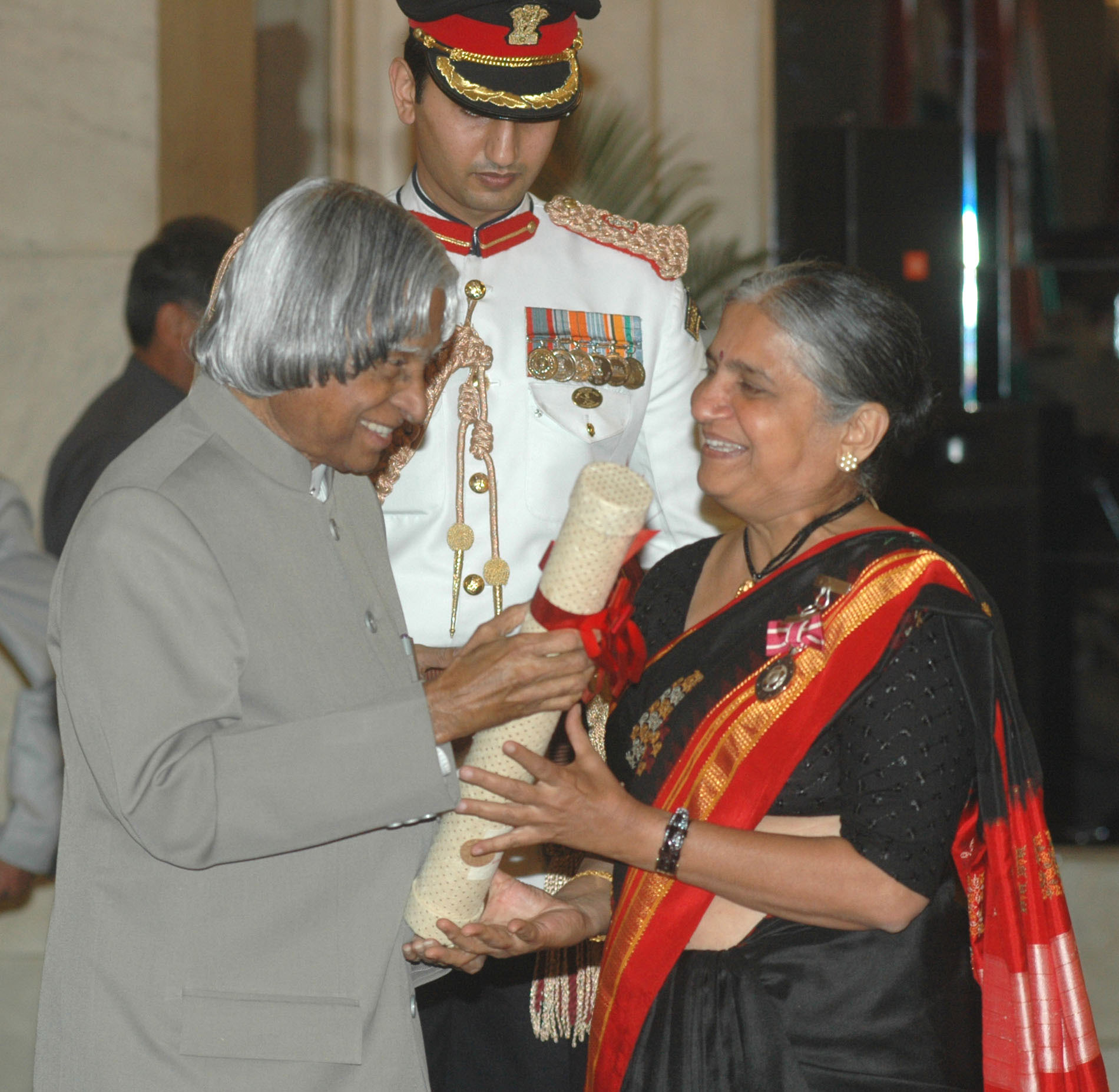
Абдул Калам вручает награду Падма Шри доктору Судха Мурти

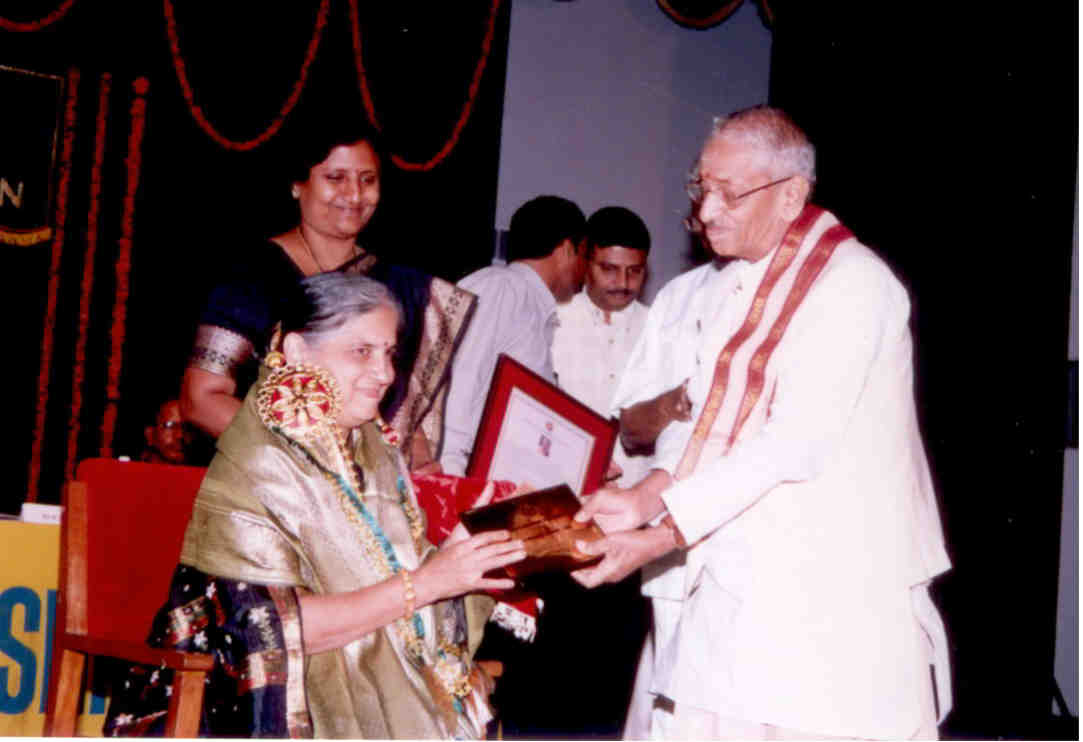
Мурти получает премию Раджа Лакшми

- 2004: Награда Раджа-Лакшми от Фонда Шри Раджа-Лакшми в Ченнае[20]
- 2006: Четвёртая высшая гражданская награда Индии — Падма Шри[21][22]
- 2006: она также получила премию РК Нараян по литературе.[23]
- 2010: Премия Дааны Чинтамани Аттимаббе от правительства Карнатаки.[24]
- 2011: Мурте было присвоено почетное звание LL. D (доктор права) за вклад в развитие формального юридического образования и стипендий в Индии.[25]
- 2013: Премия Basava Shree-2013 была вручена Нараяну Мурти и Судзи Мурти за их вклад в развитие общества.[26]
- 2018: Мурти получила награду Crossword Book в популярной (нехудожественной) категории.[27][28]
- 2019: IIT Kanpur присудил ей почетную степень (Honoris Causa) доктора наук.[29]
- Национальная премия от Общества по связям с общественностью Индии за выдающиеся социальные услуги обществу
- Награда Rotary South — Hubli за отличные социальные услуги
- Премия «Millenium Mahila Shiromani».

### Книги
на каннадийском языке
- Dollar Sose
- Runa
- Кавери inda Mekaangige
- Хакия Терадалли
- Athirikthe
- Guttondu Heluve
- Mahashweta
- Tumla
- Nooniya Sahasagalu
- Samanyralli Asamanyaru
- Компьютеры lokadalli
- Paridhi
- Yashasvi
- Guttondu Heluve
- Astitva
- Yerilitada Daariyalli
- Sukhesini Mattu Итара Маккала Категалу

на английском языке
- The Mother I Never Knew
- Три Thousand Stitches
- The Man from the Egg
- Here, There, Everywhere
- Magic of the Lost Temple
- The Bird with Golden Wings
- How I Taught My Grandmother to Read and Other Stories
- The Old Man And His God
- Mahashweta
- The Day I Stopped Drinking Milk
- The Serpent’s Revenge
- Gently Falls The Bakula
- House of Cards
- Something Happened on Way To Heavens
- The Magic Drum and Other Favorite Stories
- The Bird with the Golden Wings
- How The Sea Became Salty
- How The Onion got its layers
- The Upside Down King
- The Daughter From A Wishing Tree
- Grandma’s Bag of Stories
- Grandparents Bag of Stories
- The Sage With Two Horns
- Доллар Багу
- The Gopi Diaries